# 24 Karat Gold: Songs from the Vault
24 Karat Gold: Songs from the Vault – ósmy album studyjny amerykańskiej wokalistki i kompozytorki Stevie Nicks, wydany 30 września 2014 roku przez Reprise Records. Album był nagrywany w Nashville i Los Angeles i zawiera nowe wersje utworów, które Nicks nagrała pomiędzy 1969 a 1987, oraz dwa utwory z lat 1994-1995. Na krążku znajduje się jeden cover, "Carousel", oryginalnie wykonany przez Vanessę Carlton na albumie Rabbits on the Run (2011). Nicks nagrała swoją wersję z myślą o swojej matce, która słuchała tego utworu kilka dni przed śmiercią. Artystka zdecydowała się nagrać album po zobaczeniu bootlegów swoich utworów na serwisie YouTube.
15 października 2014 magazyn Billboard ogłosił, że album sprzedał się w ponad 33 tysiącach kopii w pierwszym tygodniu po wydaniu, oraz że płyta zadebiutowała na siódmym miejscu Billboard 200, co dało wokalistce szósty album na tej liście, który znalazł się w jej pierwszej dziesiątce. Album do tej pory sprzedał się w ponad 100 tysiącach egzemplarzy w Stanach Zjednoczonych.

## Lista utworów
| Lp. | Tytuł                      | Muzyka i tekst                      | Czas |
| --- | -------------------------- | ----------------------------------- | ---- |
| 1   | "Starshine"                | Stevie Nicks, Tom Petty             | 4:05 |
| 2   | "The Dealer"               | Nicks                               | 4:38 |
| 3   | "Mabel Normand"            | Nicks                               | 4:53 |
| 4   | "Blue Water"               | Nicks, Sharon Celani                | 4:26 |
| 5   | "Cathouse Blues"           | Nicks                               | 2:48 |
| 6   | "24 Karat Gold"            | Nicks                               | 4:09 |
| 7   | "Hard Advice"              | Nicks                               | 4:20 |
| 8   | "Lady"                     | Nicks                               | 4:58 |
| 9   | "I Don't Care"             | Nicks, Mike Campbell, Waddy Wachtel | 6:09 |
| 10  | "All The Beautiful Worlds" | Nicks                               | 5:00 |
| 11  | "Belle Fleur"              | Nicks                               | 5:37 |
| 12  | "If You Were My Love"      | Nicks                               | 5:00 |
| 13  | "Carousel"                 | Vanessa Carlton                     | 3:19 |
| 14  | "She Loves Him Still"      | Nicks, Mark Knopfler                | 4:29 |